# Сарбах (гора)
Сарбах — гора розташована в національному парку Банф між річками Містая та Хоуз і її видно з автомагістралі Айсфілдс. Гора названа на честь Пітера Сарбаха, гірського провідника зі Швейцарії, який керував першим сходженням Дж. Нормана Коллі та Г. П. Бейкера у 1897 році. Гора Сарбах розташована на південь від перетину річки Саскачеван, де автомагістраль Айсфілдс перетинається з шосе Девіда Томпсона.

## Геологія
Подібно до інших гір в парку Банф, гора Сарбах складається з осадових порід, що відкладалися від докембрійського до юрського періодів. Ця осадова порода, яка утворилася в мілководних морях, була висунена на схід і перейшла на поверхню молодшої породи під час орогенезу Лараміди. Льодовик, спільний з вершинами Кауфмана, розташований у південно-східному цирку.